# Silent Alarm
Silent Alarm je debutové album britské skupiny Bloc Party vydané v roce 2005.

## Seznam skladeb
1. Like Eating Glass – 4:20
2. Helicopter – 3:40
3. Positive Tension – 3:54
4. Banquet – 3:22
5. Blue Light – 2:47
6. She's Hearing Voices – 3:29
7. This Modern Love – 4:25
8. Pioneers – 3:35
9. Price of Gas – 4:19
10. So Here We Are – 3:53
11. Luno – 3:57
12. Plans – 4:10
13. Compliments – 4:43

## Singly z alba
- Helicopter
- Banquet
- She's Hearing Voices
- Pioneers
- So Here We Are